# Serie C 1945-1946 (Lega Nazionale Alta Italia)
La Serie C 1945-1946 fu un'edizione straordinaria del campionato italiano di calcio di Serie C.

Per superare le notevoli difficoltà logistiche la F.I.G.C. fu obbligata a delegare alla neo-costituita Lega Nazionale Alta Italia la gestione delle squadre dell'Italia settentrionale.
Mentre le migliori squadre di Serie C furono aggregate alla Serie B, le restanti società furono abbinate d'ufficio a molte squadre scelte dalla Prima Divisione Regionale, e ad un nutrito contingente di club a cui la speciale Commissione presieduta dall'Avvocato Giovanni Mauro attribuì la categoria persa per cause contingenti legate al regime fascista.

Un esercito di 110 sodalizi fu suddiviso in nove gironi, i cui vincitori avrebbero avuto accesso alle finali in cui era in palio un solo posto per la Serie B dell'anno successivo.

## Girone A

### Squadre partecipanti
| Club              | Stagione | Città                      | Stadio o Campo Sportivo   | Stagione precedente                  |
| ----------------- | -------- | -------------------------- | ------------------------- | ------------------------------------ |
| Ampelea           | dettagli | Isola d'Istria (PL)        | Campo Sportivo Ampelea    | 9ª nel gir. A della Serie C          |
| Cormonese         | dettagli | Cormons (GO)               | Stadio Comunale           | 5ª nel gir. A della 1ª Div. Giuliana |
| Edera Trieste     | dettagli | Trieste                    | Campo San Giovanni        | Indennizzo antifascista              |
| Isonzo Turriaco   | dettagli | Turriaco (GO)              | Campo di via Trieste      |                                      |
| Itala Gradisca    | dettagli | Gradisca d'Isonzo (GO)     | Campo Comunale            | Inattiva                             |
| Monfalconese      | dettagli | Monfalcone (TS)            | Campo di via Cosulich     | 7ª nel gir. A della Serie C          |
| Pieris            | dettagli | Pieris (GO)                | Campo Sportivo Comunale   | 11ª nel gir. A della Serie C         |
| Ponziana          | dettagli | Trieste                    | Stadio Comunale Valmaura  | 6º nel gir. A della Serie C          |
| Pro Cervignano    | dettagli | Cervignano del Friuli (UD) | Campo di via Dal Zotto    | Inattiva                             |
| Ronchi            | dettagli | Ronchi dei Legionari (GO)  | Campo di via Duca d'Aosta | Neonata                              |
| Sagrado           | dettagli | Sagrado (GO)               | Campo Sportivo            | Inattiva                             |
| SAICI Torviscosa  | dettagli | Torviscosa (UD)            | Campo Sportivo            | Nel gir. C della 1ª Div. Giuliana    |
| Sant'Anna Trieste | dettagli | Trieste                    | Stadio Comunale Valmaura  | Neonata                              |

### Classifica finale
|  | Pos. | Squadra           | Pt | G  | V  | N  | P  | GF | GS | DR  |
|  | ---- | ----------------- | -- | -- | -- | -- | -- | -- | -- | --- |
|  | 1.   | Cormonese         | 38 | 24 | 17 | 4  | 3  | 42 | 11 | +31 |
|  | 2.   | Ponziana          | 33 | 24 | 13 | 7  | 4  | 43 | 12 | +31 |
|  | 2.   | Ampelea           | 33 | 24 | 15 | 3  | 6  | 41 | 18 | +23 |
|  | 4.   | Edera Trieste     | 32 | 24 | 11 | 10 | 3  | 43 | 16 | +27 |
|  | 5.   | Monfalconese      | 31 | 24 | 12 | 7  | 5  | 36 | 21 | +15 |
|  | 6.   | Pro Cervignano    | 27 | 24 | 10 | 7  | 7  | 32 | 28 | +4  |
|  | 7.   | SAICI Torviscosa  | 23 | 24 | 8  | 7  | 9  | 24 | 32 | -8  |
|  | 8.   | Itala Gradisca    | 19 | 24 | 7  | 5  | 12 | 26 | 41 | -15 |
|  | 9.   | Pieris            | 18 | 24 | 7  | 4  | 13 | 28 | 48 | -20 |
|  | 10.  | Isonzo Turriaco   | 17 | 24 | 7  | 3  | 14 | 20 | 38 | -18 |
|  | 11.  | Sant'Anna Trieste | 16 | 24 | 3  | 10 | 11 | 24 | 39 | -15 |
|  | 12.  | Ronchi            | 13 | 24 | 4  | 5  | 15 | 18 | 42 | -24 |
|  | 13.  | Sagrado           | 12 | 24 | 4  | 4  | 16 | 20 | 51 | -31 |

Legenda:
      Ammesso alla fase finale.
Regolamento:
Due punti a vittoria, uno a pareggio, zero a sconfitta.

## Girone B

### Squadre partecipanti
| Club              | Stagione | Città                    | Stadio o Campo Sportivo   | Stagione precedente                  |
| ----------------- | -------- | ------------------------ | ------------------------- | ------------------------------------ |
| Belluno           | dettagli | Belluno                  | Stadio Comunale           | Inattivo                             |
| Bassanese         | dettagli | Bassano del Grappa (VI)  | Campo di viale Venezia    | 6º nel gir. B della Serie C          |
| Feltrese          | dettagli | Feltre (BL)              | Campo Sportivo            | Inattiva                             |
| Giorgione         | dettagli | Castelfranco Veneto (TV) | Campo di via Melchiorri   | Inattivo                             |
| Marzotto Valdagno | dettagli | Valdagno (VI)            | Stadio Comunale           | 11º nel gir. B della Serie C         |
| Mestrina          | dettagli | Venezia                  | Stadio Francesco Baracca  | 9º nel gir. B della Serie C          |
| Montebelluna      | dettagli | Montebelluna (TV)        | Stadio 10 Martiri         | ?º nel gir. C della 1ª Div. Veneto   |
| Pro Mogliano      | dettagli | Mogliano Veneto (TV)     | Campo di via 24 Maggio    | 12ª nel gir. A di Serie C            |
| Rovigo            | dettagli | Rovigo                   | Campo di via Capitello    | 9ª nel gir. B della Serie C          |
| Sandonà           | dettagli | San Donà di Piave (VE)   | Stadio Verino Zanutto     | 1º nel gir. D della 1ª Div. Veneto   |
| SAFOP             | dettagli | Pordenone (UD)           | Stadio Ottavio Bottecchia | 4º nel gir. A della 1ª Div. Giuliana |
| Schio             | dettagli | Schio (VI)               | Campo Sportivo Comunale   | 7º nel gir. B della Serie C          |
| Thiene            | dettagli | Thiene (VI)              | Campo Sportivo Comunale   | Inattivo                             |
| Vittorio Veneto   | dettagli | Vittorio Veneto (TV)     | Campo di corso Celenti    | 7º nel gir. A della Serie C          |

### Classifica finale
|  | Pos. | Squadra         | Pt | G  | V  | N | P  | GF | GS | DR  |
|  | ---- | --------------- | -- | -- | -- | - | -- | -- | -- | --- |
|  | 1.   | Mestrina        | 43 | 26 | 19 | 5 | 2  | 61 | 17 | +44 |
|  | 2.   | Montebelluna    | 31 | 26 | 13 | 5 | 8  | 42 | 22 | +20 |
|  | 2.   | SAFOP Pordenone | 31 | 26 | 13 | 5 | 8  | 61 | 42 | +19 |
|  | 4.   | Valdagno        | 28 | 26 | 13 | 2 | 11 | 45 | 40 | +5  |
|  | 5.   | Pro Mogliano    | 27 | 26 | 10 | 7 | 9  | 34 | 33 | +1  |
|  | 6.   | Schio           | 26 | 26 | 9  | 8 | 9  | 40 | 36 | +4  |
|  | 6.   | Bassanese       | 26 | 26 | 9  | 8 | 9  | 44 | 42 | +2  |
|  | 6.   | Giorgione       | 26 | 26 | 10 | 6 | 10 | 37 | 42 | -5  |
|  | 6.   | Vittorio Veneto | 26 | 26 | 11 | 4 | 11 | 38 | 43 | -5  |
|  | 10.  | Sandonà         | 25 | 26 | 10 | 5 | 11 | 38 | 49 | -11 |
|  | 11.  | Pro Rovigo      | 22 | 26 | 7  | 8 | 11 | 37 | 46 | -9  |
|  | 12.  | Thiene          | 18 | 26 | 6  | 6 | 14 | 40 | 48 | -8  |
|  | 12.  | Feltrese        | 18 | 26 | 8  | 2 | 16 | 30 | 53 | -23 |
|  | 14.  | Belluno         | 17 | 26 | 6  | 5 | 15 | 20 | 54 | -34 |

Legenda:
      Ammesso alla fase finale.
Regolamento:
Due punti a vittoria, uno a pareggio, zero a sconfitta.

## Girone C

### Squadre partecipanti
| Club                 | Stagione | Città                      | Stadio o Campo Sportivo            | Stagione precedente                        |
| -------------------- | -------- | -------------------------- | ---------------------------------- | ------------------------------------------ |
| Audace SME           | dettagli | San Michele Extra (VR)     | Campo di via Cimitero              | 8º nel gir. B della serie C                |
| Bolzano              | dettagli | Bolzano                    | Stadio Druso                       | Non ancora rinfodato                       |
| Cologna Veneta       | dettagli | Cologna Veneta (VR)        | Campo di via Roma                  | ???                                        |
| Gonzaga              | dettagli | Gonzaga (MN)               | Campo di via Canossa               | Inattivo                                   |
| Legnago              | dettagli | Legnago (VR)               | Campo Sportivo via Frattini        | 4º nel gir. A della 1ª Div. Veneto         |
| Lonigo               | dettagli | Lonigo (VI)                | Campo di via Martiri della Libertà | ???                                        |
| Parma Vecchia        | dettagli | Parma                      | Stadio Ennio Tardini               | Neonata                                    |
| Petrarca             | dettagli | Padova                     | Stadio Tre Pini                    | Inattivo                                   |
| Pro Italia Correggio | dettagli | Correggio (RE)             | Campo di viale Vittorio Veneto     | Inattivo                                   |
| Sambonifacese        | dettagli | San Bonifacio (VR)         | Stadio Comunale                    | 2ª nel gir. A della + Veneta, 2ª in finale |
| Trancerie Mossina    | dettagli | Guastalla (RE)             | Stadio Calcaterra via G. Zibordi   | 5º nel gir. G della Serie C                |
| Villafranca          | dettagli | Villafranca di Verona (VR) | Campo in piazza Umberto I          | ???                                        |

### Classifica finale
|  | Pos. | Squadra              | Pt | G  | V  | N | P  | GF | GS | DR  |
|  | ---- | -------------------- | -- | -- | -- | - | -- | -- | -- | --- |
|  | 1.   | Legnago              | 30 | 22 | 14 | 2 | 6  | 59 | 25 | +34 |
|  | 2.   | Parma Vecchia        | 29 | 22 | 13 | 3 | 6  | 60 | 37 | +23 |
|  | 3.   | Lonigo               | 27 | 22 | 12 | 3 | 7  | 51 | 45 | +6  |
|  | 4.   | Bolzano              | 26 | 22 | 11 | 4 | 7  | 49 | 37 | +12 |
|  | 5.   | Cologna Veneta       | 25 | 22 | 12 | 1 | 9  | 39 | 38 | +1  |
|  | 6.   | Sambonifacese        | 24 | 22 | 9  | 6 | 7  | 41 | 31 | +10 |
|  | 7.   | Audace SME           | 22 | 22 | 10 | 2 | 10 | 45 | 41 | +4  |
|  | 8.   | Villafranca          | 21 | 22 | 9  | 3 | 10 | 46 | 39 | +7  |
|  | 9.   | Trancerie Mossina    | 20 | 22 | 9  | 2 | 11 | 43 | 47 | -4  |
|  | 10.  | Pro Italia Correggio | 15 | 22 | 4  | 7 | 11 | 21 | 38 | -17 |
|  | 11.  | Gonzaga              | 14 | 22 | 4  | 6 | 12 | 23 | 58 | -35 |
|  | 12.  | Petrarca             | 11 | 22 | 3  | 5 | 14 | 24 | 65 | -41 |

Legenda:
      Ammesso alla fase finale.
Regolamento:
Due punti a vittoria, uno a pareggio, zero a sconfitta.

## Girone D

### Squadre partecipanti
| Club              | Stagione | Città            | Stadio o Campo Sportivo              | Stagione precedente                             |
| ----------------- | -------- | ---------------- | ------------------------------------ | ----------------------------------------------- |
| Acqui             | dettagli | Acqui Terme (AL) | Campo Sportivo in via della Palestra | 11º nel gir. E della Serie C                    |
| Aosta             | dettagli | Aosta            | Campo Sportivo di via Garibaldi      | 9º nel gir. E della Serie C                     |
| Asti              | dettagli | Asti             | Campo di via Ugo Foscolo             | Ritirato dal gir. E della Serie C               |
| Divisione Cremona | dettagli | Vercelli         | Stadio Leonida Robbiano              | Neonato                                         |
| Fossanese         | dettagli | Fossano (CN)     | Stadio "Principi di Piemonte"        | Nel gir. E della 1ª Div. Piemontese             |
| Ivrea             | dettagli | Ivrea (TO)       | Stadio Gino Pistoni                  | 7º nel gir. E della Serie C                     |
| Piemont           | dettagli | Torino           | Campo Sportivo Borgata Barca         | Neonata                                         |
| Pinerolo          | dettagli | Pinerolo (TO)    | Campo Sportivo, piazza d'Armi        | ?º nel gir. B della 1ª Div. Piemontese          |
| Saluzzo           | dettagli | Saluzzo (CN)     | Campo Sportivo                       | 1942-1943 1º nella Sezione Propaganda di Cuneo. |
| Saviglianese      | dettagli | Savigliano (CN)  | Stadio della Piazza d'Armi           | 5ª nel gir. E della Serie C                     |
| Speranza          | dettagli | Savona           | Stadio Comunale                      | Inattivo. Ricostituito nel 1945.                |
| Veloces Biella    | dettagli | Biella (VC)      | Campo Sant'Eusebio                   | Inattiva e rinata nel 1945.                     |
| Volpianese        | dettagli | Volpiano (TO)    | Campo di via Trento                  | 2º nel gir. C 1ª Div. Piemontese                |

### Classifica finale
|  | Pos. | Squadra           | Pt       | G  | V  | N | P  | GF | GS | DR  |
|  | ---- | ----------------- | -------- | -- | -- | - | -- | -- | -- | --- |
|  | 1.   | Asti (-1)         | 33       | 23 | 15 | 4 | 4  | 45 | 26 | +19 |
|  | 2.   | Volpianese        | 30       | 23 | 11 | 8 | 4  | 48 | 23 | +25 |
|  | 3.   | Divisione Cremona | 26       | 23 | 10 | 6 | 7  | 37 | 27 | +10 |
|  | 4.   | Acqui             | 24       | 23 | 10 | 4 | 9  | 34 | 24 | +10 |
|  | 5.   | Speranza          | 23       | 23 | 10 | 3 | 10 | 41 | 36 | +5  |
|  | 5.   | Saviglianese      | 23       | 23 | 9  | 5 | 9  | 34 | 31 | +3  |
|  | 5.   | Fossanese         | 23       | 23 | 9  | 5 | 9  | 28 | 25 | +3  |
|  | 5.   | Ivrea             | 23       | 23 | 8  | 7 | 8  | 31 | 38 | -7  |
|  | 9.   | Piemont           | 18       | 23 | 6  | 6 | 11 | 26 | 44 | -18 |
|  | 9.   | Aosta             | 18       | 23 | 6  | 6 | 11 | 26 | 44 | -18 |
|  | 11.  | Saluzzo (-2)      | 17       | 23 | 7  | 5 | 11 | 30 | 36 | -6  |
|  | 11.  | Pinerolo          | 17       | 23 | 5  | 7 | 11 | 25 | 50 | -25 |
|  | ---  | Veloces Biella    | Ritirato |    |    |   |    |    |    |     |

Legenda:
      Ammesso alla fase finale.
      Ritirato a campionato in corso.
Regolamento:
Due punti a vittoria, uno a pareggio, zero a sconfitta.
Note:
L'Asti ha scontato 1 punto di penalizzazione in classifica per una rinuncia.
La Veloces si è ritirata nel girone di ritorno; per le altre squadre sono stati considerati validi i soli risultati conseguiti nel girone d'andata.
La partita Acqui-Speranza è stata data persa ad entrambe le squadre 0-2 a tavolino.

## Girone E

### Squadre partecipanti
| Club          | Stagione | Città                | Stadio o Campo Sportivo | Stagione precedente       |
| ------------- | -------- | -------------------- | ----------------------- | ------------------------- |
| Audace Osnago | dettagli | Osnago (CO)          |                         | ªº nel gir. della Serie C |
| Cantù         | dettagli | Cantù (CO)           |                         | [[]]                      |
| Caratese      | dettagli | Carate Brianza (MI)  |                         | [[]]                      |
| Mariano       | dettagli | Mariano Comense (CO) |                         | ªº nel gir. della Serie C |
| Meda          | dettagli | Meda (MI)            |                         | [[]]                      |
| Monza         | dettagli | Monza (MI)           |                         | [[]]                      |
| Pavia         | dettagli | Pavia                |                         | ªº nel gir. della Serie C |
| Pro Lissone   | dettagli | Lissone (MI)         |                         | [[]]                      |
| Sondrio       | dettagli | Sondrio              |                         | [[]]                      |
| Tiranese      | dettagli | Tirano (SO)          |                         | [[]]                      |
| Vimercatese   | dettagli | Vimercate (MI)       |                         | [[]]                      |
| Vis Nova      | dettagli | Giussano (MI)        |                         | [[]]                      |

### Classifica finale
|  | Pos. | Squadra         | Pt       | G  | V  | N | P  | GF | GS | DR  |
|  | ---- | --------------- | -------- | -- | -- | - | -- | -- | -- | --- |
|  | 1.   | Vimercatese     | 30       | 21 | 12 | 6 | 3  | 42 | 21 | +21 |
|  | 2.   | Cantù           | 27       | 21 | 12 | 3 | 6  | 44 | 26 | +18 |
|  | 3.   | Pavia           | 25       | 21 | 9  | 7 | 5  | 30 | 20 | +10 |
|  | 4.   | Meda            | 24       | 21 | 9  | 6 | 6  | 35 | 23 | +22 |
|  | 5.   | Audace Osnago   | 22       | 21 | 9  | 4 | 8  | 27 | 26 | +1  |
|  | 5.   | Mariano Comense | 22       | 21 | 10 | 2 | 9  | 27 | 30 | -3  |
|  | 7.   | Tiranese        | 21       | 21 | 9  | 3 | 9  | 24 | 28 | -4  |
|  | 8.   | Monza           | 20       | 21 | 7  | 6 | 8  | 30 | 29 | +1  |
|  | 9.   | Caratese        | 18       | 21 | 7  | 4 | 10 | 22 | 25 | -3  |
|  | 10.  | Pro Lissone     | 14       | 21 | 4  | 6 | 11 | 14 | 30 | -16 |
|  | 10.  | Sondrio         | 14       | 21 | 5  | 4 | 12 | 18 | 43 | -25 |
|  | ---  | Vis Nova        | Ritirato |    |    |   |    |    |    |     |

Legenda:
      Ammesso alla fase finale.
      Ritirato a campionato in corso.
Regolamento:
Due punti a vittoria, uno a pareggio, zero a sconfitta.
Note:
La Vis Nova si è ritirata nel girone di ritorno; per le altre squadre sono stati considerati validi i soli risultati conseguiti nel girone d'andata.

## Girone F

### Squadre partecipanti
| Club               | Stagione | Città                   | Stadio o Campo Sportivo | Stagione precedente         |
| ------------------ | -------- | ----------------------- | ----------------------- | --------------------------- |
| Amatori Besozzo    | dettagli | Besozzo (VA)            |                         | ªº nel gir. della Serie C   |
| Calciatori Bustesi | dettagli | Busto Arsizio (VA)      |                         | [[]]                        |
| Falck              | dettagli | Sesto San Giovanni (MI) |                         | [[]]                        |
| Gattinara          | dettagli | Gattinara (VC)          |                         | ªº nel gir. della Serie C   |
| Mortara            | dettagli | Mortara (PV)            |                         | [[]]                        |
| Parabiago          | dettagli | Parabiago (MI)          |                         | [[]]                        |
| Pirelli            | dettagli | Milano (MI)             |                         | ªº nel gir. della Serie C   |
| Redaelli           | dettagli | Milano-Rogoredo (MI)    |                         | 8º nel gir. D della Serie C |
| Rhodense           | dettagli | Rho (MI)                |                         | [[]]                        |
| Saronno            | dettagli | Saronno (VA)            |                         | [[]]                        |
| Sommese            | dettagli | Somma Lombardo (VA)     |                         | [[]]                        |
| Sparta Novara      | dettagli | Novara                  |                         | [[]]                        |

### Classifica finale
|  | Pos. | Squadra            | Pt | G  | V  | N | P  | GF | GS | DR  |
|  | ---- | ------------------ | -- | -- | -- | - | -- | -- | -- | --- |
|  | 1.   | Parabiago          | 33 | 22 | 14 | 5 | 3  | 48 | 20 | +28 |
|  | 2.   | Rhodense           | 27 | 22 | 12 | 3 | 7  | 57 | 30 | +27 |
|  | 3.   | Pirelli            | 26 | 22 | 10 | 6 | 6  | 50 | 36 | +14 |
|  | 3.   | Falck              | 26 | 22 | 11 | 4 | 7  | 41 | 30 | +11 |
|  | 5.   | Mortara            | 25 | 22 | 11 | 3 | 8  | 29 | 20 | +9  |
|  | 6.   | Saronno            | 24 | 22 | 10 | 4 | 8  | 28 | 36 | -8  |
|  | 7.   | Gattinara          | 23 | 22 | 11 | 1 | 10 | 40 | 40 | 0   |
|  | 8.   | Sommese            | 19 | 22 | 6  | 7 | 9  | 34 | 35 | -1  |
|  | 8.   | Amatori Besozzo    | 19 | 22 | 8  | 3 | 11 | 27 | 39 | -12 |
|  | 10.  | Redaelli           | 17 | 22 | 6  | 5 | 11 | 32 | 55 | -23 |
|  | 11.  | Calciatori Bustesi | 15 | 22 | 7  | 1 | 14 | 30 | 45 | -15 |
|  | 12.  | Sparta Novara      | 10 | 22 | 4  | 2 | 16 | 34 | 64 | -30 |

Legenda:
      Ammesso alla fase finale.
Regolamento:
Due punti a vittoria, uno a pareggio, zero a sconfitta.

## Girone G

### Squadre partecipanti
| Club          | Stagione | Città                     | Stadio o Campo Sportivo | Stagione precedente                  |
| ------------- | -------- | ------------------------- | ----------------------- | ------------------------------------ |
| Ardens        | dettagli | Bergamo                   |                         | ªº nel gir. della Serie C            |
| Breda         | dettagli | Sesto San Giovanni (MI)   |                         | [[]]                                 |
| Cassano       | dettagli | Cassano d'Adda (MI)       |                         | [[]]                                 |
| Clarense      | dettagli | Chiari (BS)               |                         | ªº nel gir. della Serie C            |
| Falco Albino  | dettagli | Albino (BG)               |                         | [[]]                                 |
| Gerli         | dettagli | Cusano Milanino (MI)      | Campo Pirelli a Milano  | [[]]                                 |
| Melzo         | dettagli | Melzo (MI)                |                         | ªº nel gir. della Serie C            |
| Orceana       | dettagli | Orzinuovi (BS)            |                         | [[]]                                 |
| Pro Palazzolo | dettagli | Palazzolo sull'Oglio (BS) |                         | [[]]                                 |
| Pro Romano    | dettagli | Romano di Lombardia (BG)  |                         | [[]]                                 |
| Trevigliese   | dettagli | Treviglio (BG)            | Campo di via Milano     | [[]]                                 |
| Vita Nova     | dettagli | Ponte San Pietro (BG)     |                         | 4ª nel gir. C della 1ª Div. Lombarda |

### Classifica finale
|  | Pos. | Squadra       | Pt | G  | V  | N | P  | GF | GS | DR  |
|  | ---- | ------------- | -- | -- | -- | - | -- | -- | -- | --- |
|  | 1.   | Melzo         | 33 | 22 | 15 | 3 | 4  | 38 | 19 | +19 |
|  | 2.   | Pro Palazzolo | 32 | 22 | 14 | 4 | 4  | 35 | 19 | +16 |
|  | 3.   | Trevigliese   | 29 | 22 | 12 | 5 | 5  | 38 | 23 | +15 |
|  | 4.   | Clarense      | 28 | 22 | 13 | 2 | 7  | 38 | 32 | +6  |
|  | 5.   | Cassano       | 25 | 22 | 9  | 7 | 6  | 49 | 29 | +20 |
|  | 6.   | Pro Romano    | 24 | 22 | 8  | 8 | 6  | 37 | 29 | +8  |
|  | 7.   | Falco Albino  | 18 | 22 | 6  | 6 | 10 | 35 | 36 | -1  |
|  | 7.   | Breda         | 18 | 22 | 7  | 4 | 11 | 38 | 47 | -9  |
|  | 9.   | Orceana       | 16 | 22 | 6  | 4 | 12 | 25 | 44 | -19 |
|  | 10.  | Ardens        | 15 | 22 | 6  | 3 | 13 | 26 | 37 | -11 |
|  | 11.  | Vita Nova     | 14 | 22 | 6  | 2 | 14 | 38 | 53 | -15 |
|  | 12.  | Gerli         | 12 | 22 | 4  | 4 | 14 | 19 | 48 | -29 |

Legenda:
      Ammesso alla fase finale.
Regolamento:
Due punti a vittoria, uno a pareggio, zero a sconfitta.

## Girone H

### Squadre partecipanti
| Club        | Stagione | Città                      | Stadio o Campo Sportivo | Stagione precedente                             |
| ----------- | -------- | -------------------------- | ----------------------- | ----------------------------------------------- |
| Codogno     | dettagli | Codogno (MI)               |                         | ªº nel gir. della Serie C                       |
| Derthona    | dettagli | Tortona (AL)               |                         | [[]]                                            |
| Fidentina   | dettagli | Fidenza (PR)               |                         | [[]]                                            |
| Fiorenzuola | dettagli | Fiorenzuola d'Arda (PC)    |                         | ªº nel gir. della Serie C                       |
| Medese      | dettagli | Mede (PV)                  |                         | 1ª nel gir. F della Serie C, promossa in finale |
| Melegnanese | dettagli | Melegnano (MI)             |                         | Inattiva                                        |
| Olubra      | dettagli | Castel San Giovanni (PC)   |                         | Inattivo                                        |
| Pro Broni   | dettagli | Broni (PV)                 |                         | Inattivo                                        |
| Sant'Angelo | dettagli | Sant'Angelo Lodigiano (MI) |                         | Inattivo                                        |
| Soresinese  | dettagli | Soresina (CR)              |                         | Inattiva                                        |
| Stradellina | dettagli | Stradella (PV)             |                         | Inattiva                                        |
| Trinese     | dettagli | Trino Vercellese (VC)      |                         | Inattiva                                        |

### Classifica finale
|  | Pos. | Squadra          | Pt | G  | V  | N | P  | GF | GS | DR  |
|  | ---- | ---------------- | -- | -- | -- | - | -- | -- | -- | --- |
|  | 1.   | Stradellina      | 31 | 22 | 15 | 1 | 6  | 41 | 23 | +18 |
|  | 2.   | Trinese          | 29 | 22 | 13 | 3 | 6  | 59 | 26 | +33 |
|  | 3.   | Pro Broni        | 26 | 22 | 12 | 2 | 8  | 43 | 29 | +14 |
|  | 4.   | Medese           | 25 | 22 | 9  | 7 | 6  | 44 | 30 | +14 |
|  | 4.   | Derthona         | 25 | 22 | 10 | 5 | 7  | 47 | 33 | +14 |
|  | 6.   | Codogno          | 24 | 22 | 10 | 4 | 8  | 34 | 41 | -7  |
|  | 7.   | Fiorenzuola      | 23 | 22 | 9  | 5 | 8  | 46 | 35 | +11 |
|  | 8.   | Olubra           | 22 | 22 | 8  | 6 | 8  | 29 | 36 | -7  |
|  | 9.   | Melegnanese      | 19 | 22 | 8  | 3 | 11 | 43 | 47 | -4  |
|  | 10.  | Fidentina        | 17 | 22 | 7  | 3 | 12 | 26 | 44 | -18 |
|  | 11.  | Sant'Angelo (-1) | 15 | 22 | 7  | 2 | 13 | 23 | 42 | -19 |
|  | 12.  | Soresinese (-1)  | 6  | 22 | 2  | 3 | 17 | 16 | 65 | -49 |

Legenda:
      Ammesso alla fase finale.
Regolamento:
Due punti a vittoria, uno a pareggio, zero a sconfitta.
Note:
Sant'Angelo e Soresinese hanno scontato 1 punto di penalizzazione per una rinuncia.

## Girone I

### Squadre partecipanti
| Club             | Stagione | Città              | Stadio o Campo Sportivo | Stagione precedente                  |
| ---------------- | -------- | ------------------ | ----------------------- | ------------------------------------ |
| Amatori Bologna  | dettagli | Bologna            |                         | Ritirato dal gir. C della Serie C    |
| Baracca Lugo     | dettagli | Lugo (RA)          |                         | Ritirato dal gir. G della Serie C    |
| Bondenese        | dettagli | Bondeno (FE)       |                         | Inattiva                             |
| Carpi            | dettagli | Carpi (MO)         |                         | 5º nel gir. G della Serie C          |
| Centese          | dettagli | Cento (FE)         |                         | In 1ª Div. Emiliana                  |
| Faenza           | dettagli | Faenza (RA)        |                         | 1º nel gir. C della 1ª Div. Emiliana |
| Finale Emilia    | dettagli | Finale Emilia (MO) |                         | Inattivo                             |
| Imolese F. Zardi | dettagli | Imola (BO)         |                         | 8ª nel gir. G della Serie C          |
| Mirandolese      | dettagli | Mirandola (MO)     |                         | Inattiva                             |
| Ravenna          | dettagli | Ravenna (RA)       |                         | 10º nel gir. H della Serie C         |
| Riccione         | dettagli | Riccione (FO)      |                         | Inattivo                             |
| Rimini           | dettagli | Rimini (FO)        |                         | 7º nel gir. H della Serie C          |

### Classifica finale
|  | Pos. | Squadra          | Pt | G  | V  | N | P  | GF | GS | DR  |
|  | ---- | ---------------- | -- | -- | -- | - | -- | -- | -- | --- |
|  | 1.   | Carpi            | 29 | 22 | 12 | 5 | 5  | 47 | 26 | +21 |
|  | 2.   | Bondenese        | 28 | 22 | 12 | 4 | 6  | 36 | 25 | +11 |
|  | 3.   | Ravenna          | 27 | 22 | 10 | 7 | 5  | 34 | 27 | +7  |
|  | 4.   | Faenza           | 25 | 22 | 11 | 3 | 8  | 49 | 35 | +14 |
|  | 4.   | Centese          | 25 | 22 | 10 | 5 | 7  | 28 | 23 | +5  |
|  | 6.   | Rimini           | 24 | 22 | 8  | 8 | 6  | 31 | 32 | -1  |
|  | 7.   | Mirandolese      | 23 | 22 | 10 | 3 | 9  | 36 | 27 | +9  |
|  | 8.   | Finale Emilia    | 22 | 22 | 8  | 6 | 8  | 36 | 37 | -1  |
|  | 8.   | Imolese F. Zardi | 22 | 22 | 8  | 6 | 8  | 25 | 28 | -3  |
|  | 10.  | Baracca Lugo     | 20 | 22 | 7  | 6 | 9  | 27 | 23 | +4  |
|  | 11.  | Riccione         | 13 | 22 | 4  | 5 | 13 | 13 | 39 | -26 |
|  | 12.  | Amatori Bologna  | 6  | 22 | 1  | 4 | 17 | 14 | 54 | -40 |

Legenda:
Regolamento:
Due punti a vittoria, uno a pareggio, zero a sconfitta.
Note:
Il Carpi è stato escluso dalle semifinali per motivi disciplinari, senza essere sostituito.

## Gironi semifinali

### Girone A

#### Classifica finale
|  | Pos. | Squadra   | Pt | G | V | N | P | GF | GS | DR  |
|  | ---- | --------- | -- | - | - | - | - | -- | -- | --- |
|  | 1.   | Mestrina  | 7  | 4 | 3 | 1 | 0 | 16 | 3  | +13 |
|  | 2.   | Cormonese | 5  | 4 | 2 | 1 | 1 | 9  | 3  | +6  |
|  | 3.   | Legnago   | 0  | 4 | 0 | 0 | 4 | 3  | 22 | -19 |

Legenda:
      Ammesso alle finali promozione.
Regolamento:
Due punti a vittoria, uno a pareggio, zero a sconfitta.

### Girone B

#### Classifica finale
|  | Pos. | Squadra     | Pt | G | V | N | P | GF | GS | DR |
|  | ---- | ----------- | -- | - | - | - | - | -- | -- | -- |
|  | 1.   | Asti        | 12 | 8 | 6 | 0 | 2 | 17 | 15 | +2 |
|  | 2.   | Stradellina | 10 | 8 | 4 | 2 | 2 | 23 | 15 | +8 |
|  | 3.   | Vimercatese | 8  | 8 | 4 | 0 | 4 | 10 | 15 | -5 |
|  | 4.   | Parabiago   | 7  | 8 | 3 | 1 | 4 | 17 | 13 | +4 |
|  | 5.   | Melzo       | 3  | 8 | 1 | 1 | 6 | 9  | 18 | -9 |

Legenda:
      Ammesso alle finali promozione.
Regolamento:
Due punti a vittoria, uno a pareggio, zero a sconfitta.

## Finali promozione
|          | Risultati |          | Luogo e data           |
| -------- | --------- | -------- | ---------------------- |
| Asti     | 0 - 0     | Mestrina | Asti, 21 luglio 1946   |
| Mestrina | 7 - 2     | Asti     | Mestre, 28 luglio 1946 |
|          |           |          |                        |

Legenda:
      Promossa in Serie B 1946-1947.
Regolamento:
Due punti a vittoria, uno a pareggio, zero a sconfitta.

### Giornali sportivi
- Il Corriere dello Sport, della stagione 1945-1946 sul Sito dell'Emeroteca del C.O.N.I. di Roma.
- Gazzetta dello Sport, stagione 1945-1946, consultabile presso le Biblioteche:
  - Biblioteca Civica di Torino;
  - Biblioteca Nazionale Braidense di Milano,
  - Biblioteca Civica Berio di Genova,
  - Biblioteca Nazionale Centrale di Firenze,
  - Biblioteca Nazionale Centrale di Roma.

### Libri
- Almanacco illustrato del calcio 1947, Milano, Rizzoli editore, dicembre 1946, Conservato presso la Biblioteca Comunale "Sormani" e Biblioteca Nazionale Braidense, entrambe di Milano. Riepiloga le sole classifiche finali della stagione 1945-46.
- Davide Rota e Silvio Brognara, Football dal 1902: storia della Biellese - Calcio e-library, Edizioni Editrice "Il Biellese" - aprile 1996.